# Anopheles nemophilous
Anopheles nemophilous är en tvåvingeart som beskrevs av EL Peyton och Ramalingam 1988. Anopheles nemophilous ingår i släktet Anopheles och familjen stickmyggor.
Artens utbredningsområde är Thailand. Inga underarter finns listade i Catalogue of Life.